# 切斯特菲尔德足球俱乐部
車士打菲特足球會（英語：Chesterfield Football Club，發音： /ˈtʃɛstərfiːld/）是位於英格蘭中部德比郡的切斯特菲尔德（Chesterfield）的職業足球會，於2014年取得乙級聯賽冠軍而升班到英格蘭足球甲級聯賽作賽，主場是於2010年啟用的技術體育場（Technique Stadium）；因切斯特菲爾德當地聖瑪麗和諸聖教堂的螺旋尖頂而被暱稱為「螺旋塔尖」（Spireites）。
成立於1866年，是繼諾士郡、史篤城及諾定咸森林之後在聯賽中第四古老的球隊，在1899年加入英格蘭足球聯賽乙組聯賽，歷史上從未在頂級聯賽中作賽。

## 大事紀年
| 年 份   | 事 項                                                                                     |
| ------- | ----------------------------------------------------------------------------------------- |
| 1896-97 | 參加中部聯賽（Midland League）                                                            |
| 1899-00 | 加入足球聯盟乙組聯賽                                                                      |
| 1909    | 乙組聯賽排第十九位，不獲重選留級                                                          |
| 1909-10 | 再次參加中部聯賽。中部聯賽冠軍                                                            |
| 1912-13 | 中部聯賽亞軍                                                                              |
| 1919-20 | 中部聯賽冠軍（第二次）                                                                    |
| 1921-22 | 足球聯盟北區丙組聯賽創始成員                                                              |
| 1930-31 | 北區丙組聯賽冠軍，升級乙組                                                                |
| 1933    | 乙組聯賽排第廿一位，降級北區丙組                                                          |
| 1935-36 | 北區丙組聯賽冠軍（第二次），升級乙組                                                      |
| 1951    | 乙組聯賽排第廿一位，降級北區丙組                                                          |
| 1958-59 | 聯賽重組後被置於丙組聯賽                                                                  |
| 1961    | 丙組聯賽排第廿四位，降級丁組                                                              |
| 1969-70 | 丁組聯賽冠軍，升級丙組                                                                    |
| 1981    | 決賽兩回合累計2-1擊敗，英蘇盃冠軍                                                         |
| 1983    | 丙組聯賽排第廿四位，降級丁組                                                              |
| 1984-85 | 丁組聯賽冠軍，升級丙組                                                                    |
| 1989    | 丙組聯賽排第廿二位，降級丁組                                                              |
| 1989-90 | 丁組聯賽排第七位，附加賽準決賽兩回合累計6-0擊敗，溫布萊決賽0-1負於剑桥联                  |
| 1992-93 | 超聯成立，丁組改組成丙組〈IV〉                                                            |
| 1994-95 | 丙組〈IV〉聯賽排第三位，附加賽準決賽兩回合累計6-3擊敗，溫布萊決賽2-0擊敗，升級乙組〈III〉 |
| 1995-96 | 晉身足總杯四強                                                                            |
| 2000    | 乙組〈III〉聯賽排第廿四位，降級丙組〈IV〉                                                 |
| 2000-01 | 因財務不整而被扣九分，因而失去亞軍席位，仍保丙組〈IV〉第三位，升級乙組〈III〉             |
| 2004-05 | 乙組〈III〉更名「英甲」                                                                   |
| 2006-07 | 英甲聯賽排第廿一位，降班英乙聯賽                                                          |
| 2010-11 | 英乙聯賽冠軍，升班英甲聯賽                                                                |
| 2011-12 | 決賽2-0擊敗，聯賽錦標冠軍；英甲聯賽排第廿二位，降班英乙聯賽                               |
| 2013-14 | 英乙聯賽冠軍，升班英甲聯賽                                                                |
| 2014-15 | 英甲聯賽排第六位，附加賽準決賽兩回合累計0-4負於普雷斯頓                                   |
| 2016-17 | 英甲聯賽排第廿四位，降班英乙聯賽                                                          |
| 2017-18 | 英乙聯賽排第廿四位，降班全國聯賽                                                          |
| 2023-24 | 全國聯賽冠軍，升級乙組                                                                    |

## 主場球場

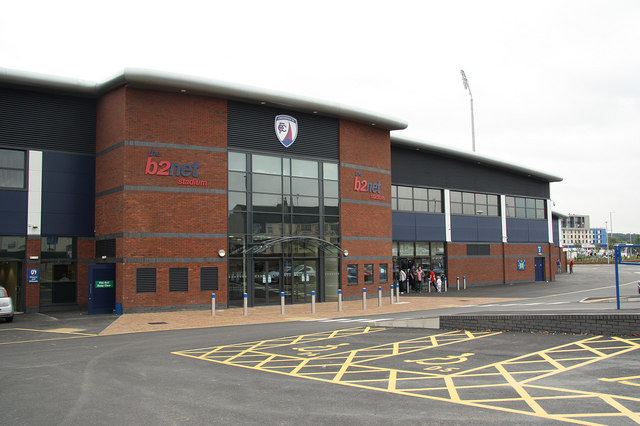
技術體育場

技術體育場（Technique Stadium），前稱「B2網絡球場」（B2net Stadium）與「波奧特體育場」（Proact Stadium），是位於英格蘭德比郡切斯特菲尔德（Chesterfield）的足球場，取代舊有的"索特蓋特"遊樂場球場（"Saltergate" Recreation Ground）成為車士打菲特的主場球場。
球場地盤前身是玻璃廠，於2008年7月獲批准興建新球場計畫，球隊於2009年2月接收地盤，同年7月23日正式動工，8月23日宣佈新球場獲當地網絡公司「B2net」冠名贊助並舉行命名典禮。但兩年後「B2net」被瑞典公司「波奧特」（Proact）收購，於2012年8月13日正式宣佈更名為「波奧特體育場」（Proact Stadium）。2020年5月，球場再度更名為「技術體育場」（Technique Stadium）。
球場於2010年完工，耗資達1,300萬英鎊，可以容納約10,400名觀眾，趕及於2010/11年球季啟用。2010年7月24日舉行揭幕戰對本地敵對球隊的友誼賽，戰果小負4-5，新加盟車士打菲特的（Craig Davies）射入首個入球。

## 榮譽

舊會徽

| 榮譽                    | 次數        | 年度                   |
| 聯 賽 比 賽             | 聯 賽 比 賽 | 聯 賽 比 賽            |
| ----------------------- | ----------- | ---------------------- |
| 北區丙組聯賽 冠軍       | 2           | 1930/31年、1935/36年； |
| 乙級聯賽 冠軍           | 1           | 2010/11年；            |
| 丁組聯賽 冠軍           | 2           | 1969/70年、1984/85年； |
| 英格蘭足球全國聯賽 冠軍 | 1           | 2023/24年；            |
| 杯 賽 比 賽             |             |                        |
| 英蘇盃 冠軍             | 1           | 1980/81年；            |
| 英格蘭聯賽錦標 冠軍     | 1           | 2011/12年。            |

## 著名球星
- （Gordon Banks）
- （Kevin Davies）

## 外部連結
- 官方網站 （页面存档备份，存于）（英文）